# Veli Llong
Veli Llong (en llatí Velius Longus) va ser un gramàtic llatí que va viure probablement al segle iv.
Només es coneix perquè va escriure el tractat De Orthographia, que es conserva. Se sap que era anterior a Carisi, ja que fa referència dues vegades a aquesta obra.